# Pegenau

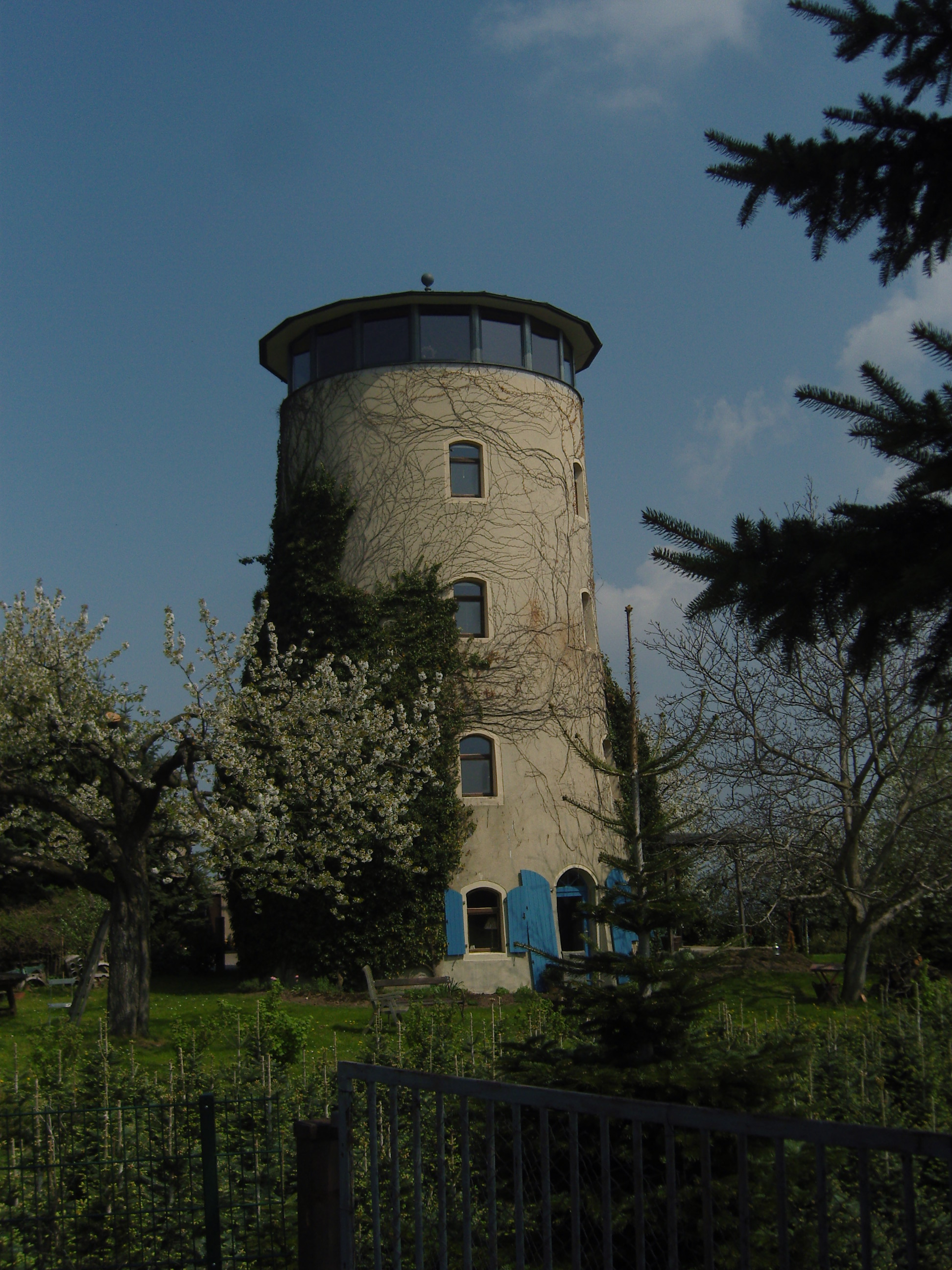
Etwas abseits des Ortsteils Pegenau dominiert eine zum Wohnhaus umgebaute Turmwindmühle das Landschaftsbild.

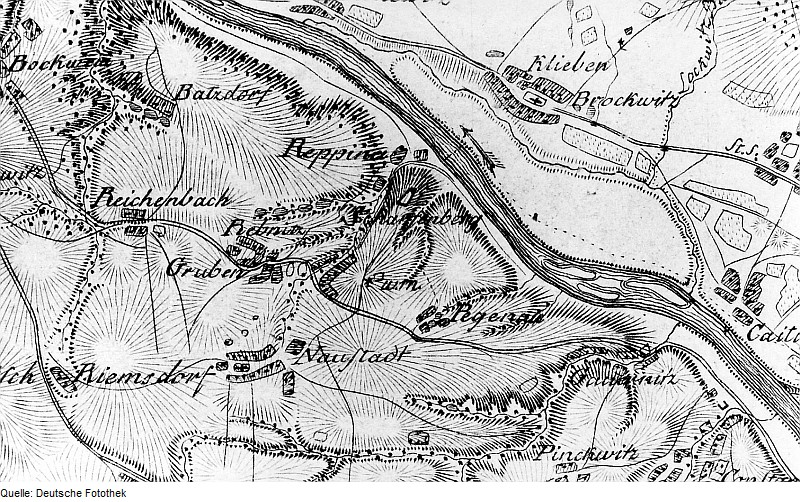
Pegenau auf einer Karte aus der Zeit des Siebenjährigen Krieges

Pegenau ist ein Ortsteil in der Gemeinde Klipphausen im Landkreis Meißen, Sachsen.

## Geographie
Pegenau, auf dessen Flur auch die Ortsteile Bergwerk und Reppina liegen, befindet sich südöstlich von Meißen im Meißner Hochland. Es liegt im Hinterland von Schloss Scharfenberg, das auf Pegenauer Flur steht. Ortsteile in der Umgebung sind Naustadt und Scharfenberg im Westen, Reppina im Norden, Gauernitz im Osten, Pinkowitz im Südosten und Röhrsdorf im Süden. Mehrere Gebäude im Ort sind als Kulturdenkmal geschützt (siehe Liste der Kulturdenkmale in Pegenau).

## Geschichte
Pegenau wurde 1368 als „Begenow“ erstmals urkundlich erwähnt. Bereits 1428 findet erstmals ein Vorwerk im Ort Erwähnung, das bis ins 20. Jahrhundert Bestand hatte. Das Erbamt Meißen verwaltete das Dorf. Die Grundherrschaft übten die Herren von Schloss Scharfenberg aus. Der nach Naustadt gepfarrte Rundling verfügte 1876 gemeinsam mit Scharfenberg über eine 250 Hektar große Gutsblockflur. Im 19. Jahrhundert wurde Pegenau Teil der Landgemeinde Gruben, die 1920 in Scharfenberg umbenannt wurde. Seit dem 1. Januar 1999 besitzt Scharfenberg einen Ortschaftsstatus innerhalb der Gemeinde Klipphausen, zu der somit auch Pegenau zählt.

### Einwohnerentwicklung
| Jahr | Einwohner                               |
| ---- | --------------------------------------- |
| 1551 | 4 besessene Mann, 3 Häusler, 6 Inwohner |
| 1764 | 8 Gärtner, 22 Häusler (mit Bergwerk)    |
| 1834 | 64                                      |
| 1871 | 77                                      |
| 1890 | 74                                      |
| 1910 | siehe Scharfenberg                      |